# 池灘駅
池灘駅（チタンえき）は、大韓民国忠清北道沃川郡伊院面にある、韓国鉄道公社（KORAIL）京釜線の駅。

## 駅構造
相対式ホーム2面2線を有する地上駅。駅舎は下り（釜山方面）ホームに隣接。地下連絡通路で上り（ソウル方面）ホームと下りホームが結ばれている。上り線路と下り線路の間に柵が設けられている。

### のりば
- のりばの番号は未設定。

| 上り（反対側） | 京釜線 | 大田・天安・水原・ソウル方面 |
| 下り（駅舎側） | 京釜線 | 金泉・東大邱・密陽・釜山方面 |

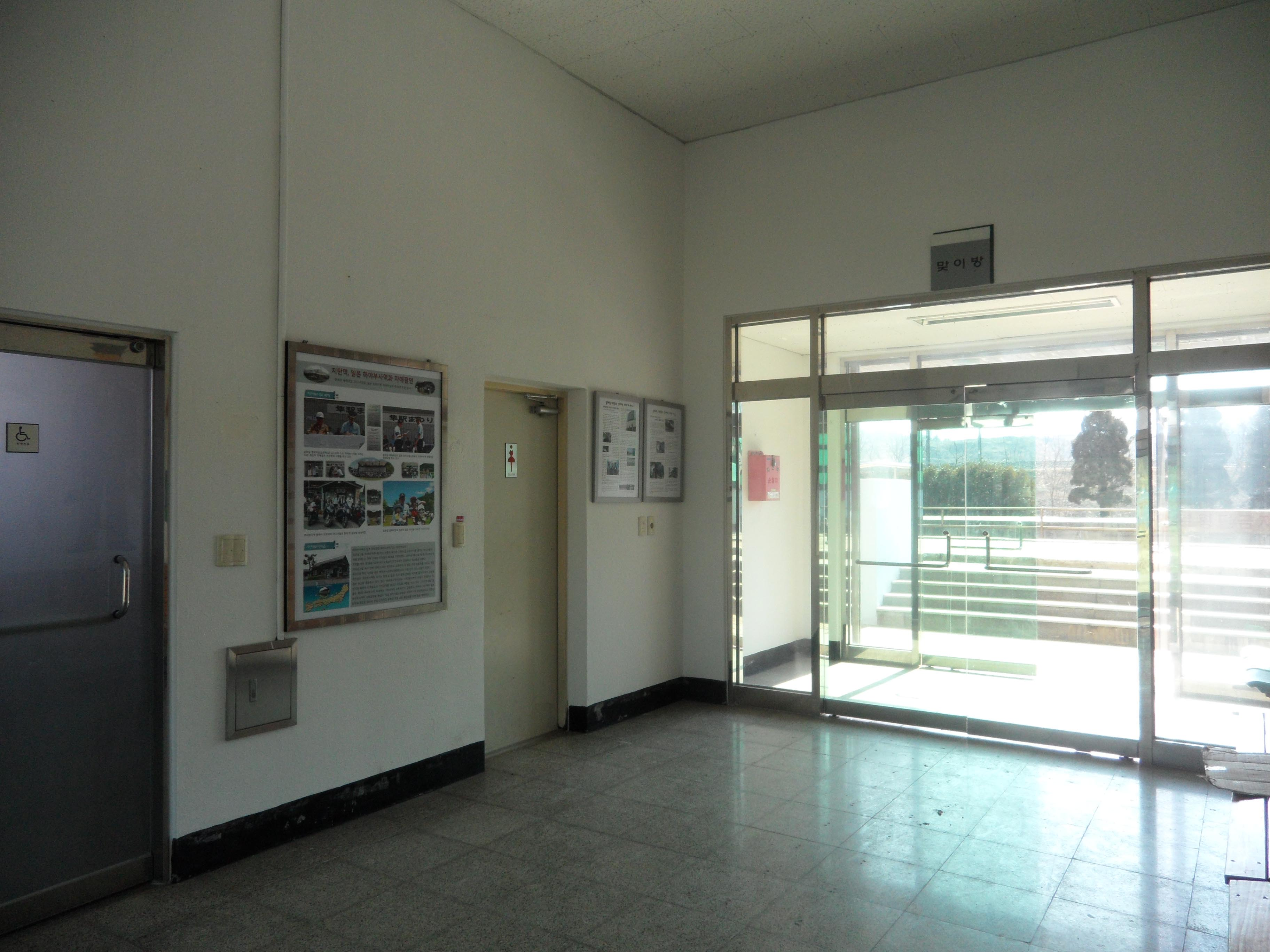
待合室（2014年2月15日）
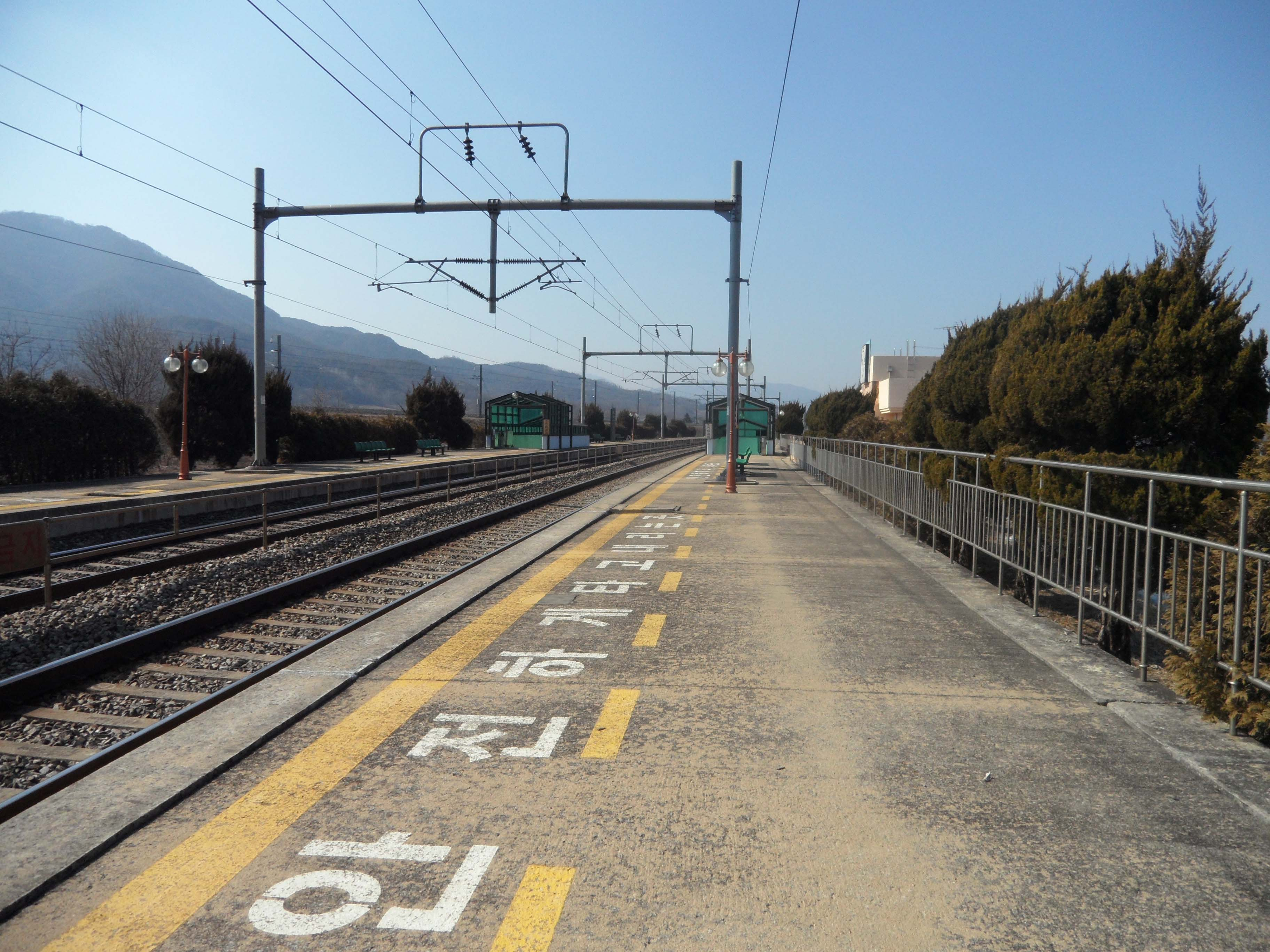
プラットホーム（2014年2月15日）

## 利用状況
2010年度の1日平均乗車人員は4人、1日平均乗降人員は5人である。

## 駅周辺
- 錦江
- 池灘大橋
- 伊院初等学校池灘分校

## 歴史
- 1960年5月16日 - 開業。
- 1965年12月1日 - 配置簡易駅に変更。[2]
- 1972年7月20日 - 配置簡易駅から無配置簡易駅に変更。[3]
- 2007年6月1日 - 旅客取り扱い中止。
- 2009年5月1日 - 旅客取り扱い再開。[4]
- 2012年8月5日 - 日本の若桜鉄道の隼駅と姉妹提携を締結。[5]

## 隣の駅
韓国鉄道公社
京釜線
ITX-セマウル
通過
ムグンファ号
伊院駅 - 池灘駅 - 深川駅